# تمرد الصومال عام 1961
كان تمرد الصومال عام 1961 تمردًا وقع في شمال الصومال في ديسمبر من العام 1961 بعد أن توحد إقليم صوماليلاند تحت الوصاية للإدارة الإيطالية مع دولة أرض الصومال، وبعدما بدأ سياسيون من الجنوب في شغل غالبية المناصب السياسية في الجمهورية الصومالية الموحدة الجديدة، والتي أدت إلى مخاوف من أن تصبح دولة صوماليلاند السابقة موقعًا مهملًا. أدى ذلك، بجانب المظالم الشخصية، إلى قيام مجموعة صغيرة من الضباط الصغار الذين تلقوا تدريبات من البريطانيين بمحاولة الاستيلاء على المدن الكبرى في شمال أرض الصومال في ديسمبر 1961. ثبت أن التمرد لم يدم طويلًا، وأنهته السلطات الصومالية بسرعة.